# Robert von Patow

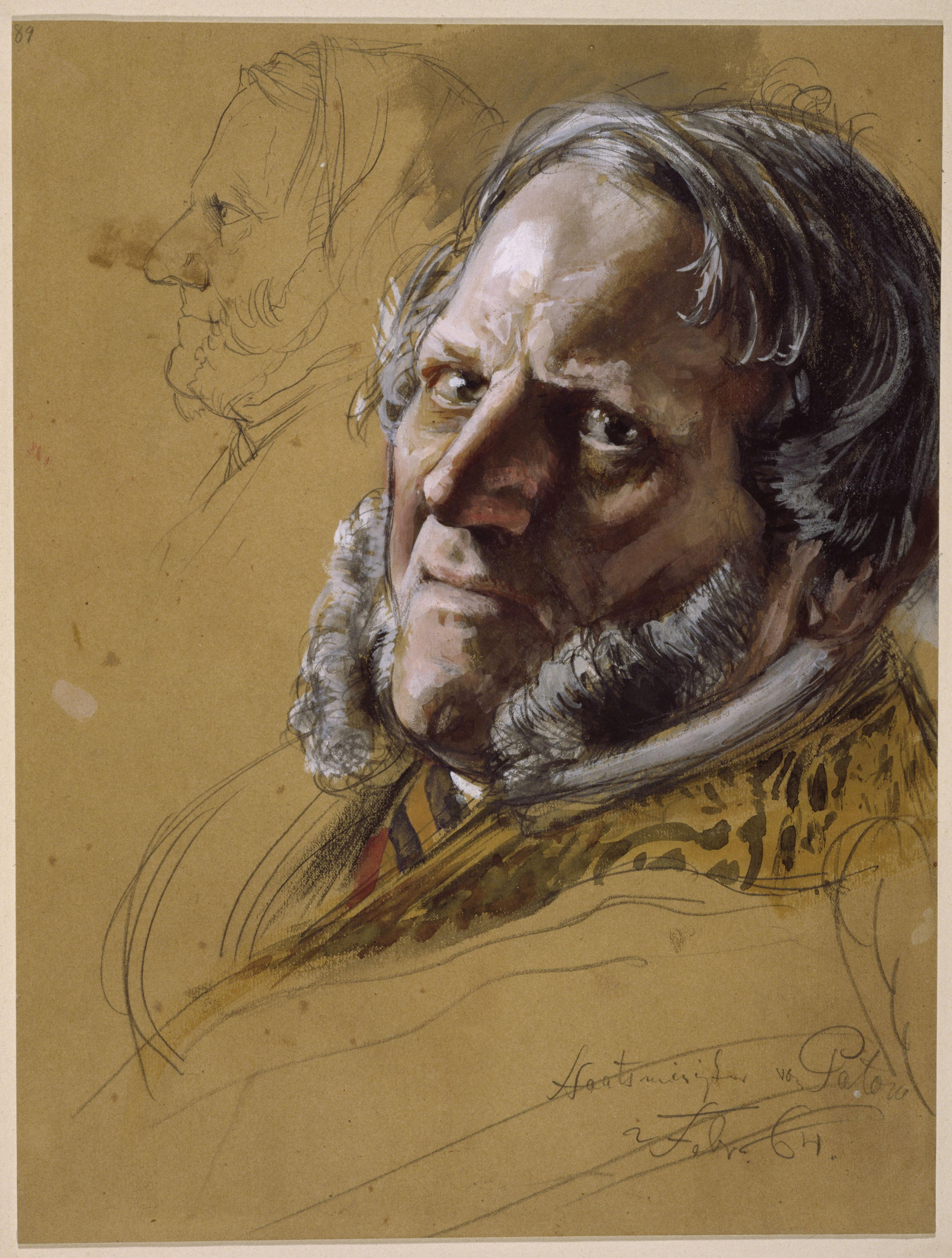
Robert von Patow. (Adolph Menzel: Studie zum Krönungsbild Wilhelm I. Porträt Bleistift, Wasser- und Deckfarben, auf graubraunem Papier 29,4 × 22,3 cm, 1865)

Robert von Patow

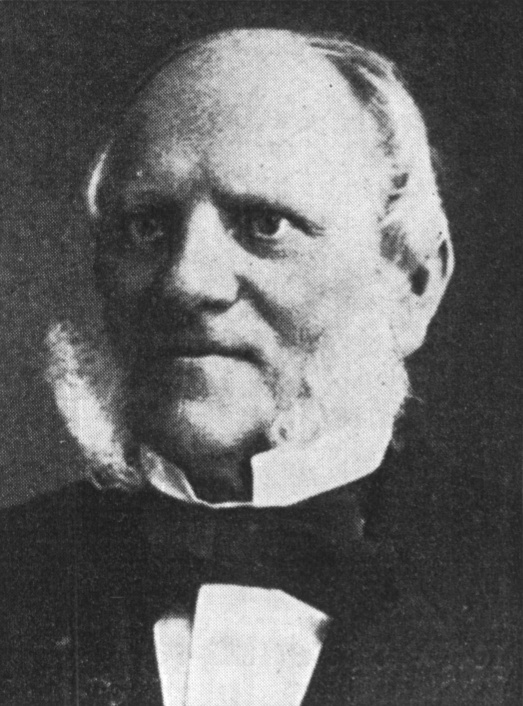
Robert von Patow

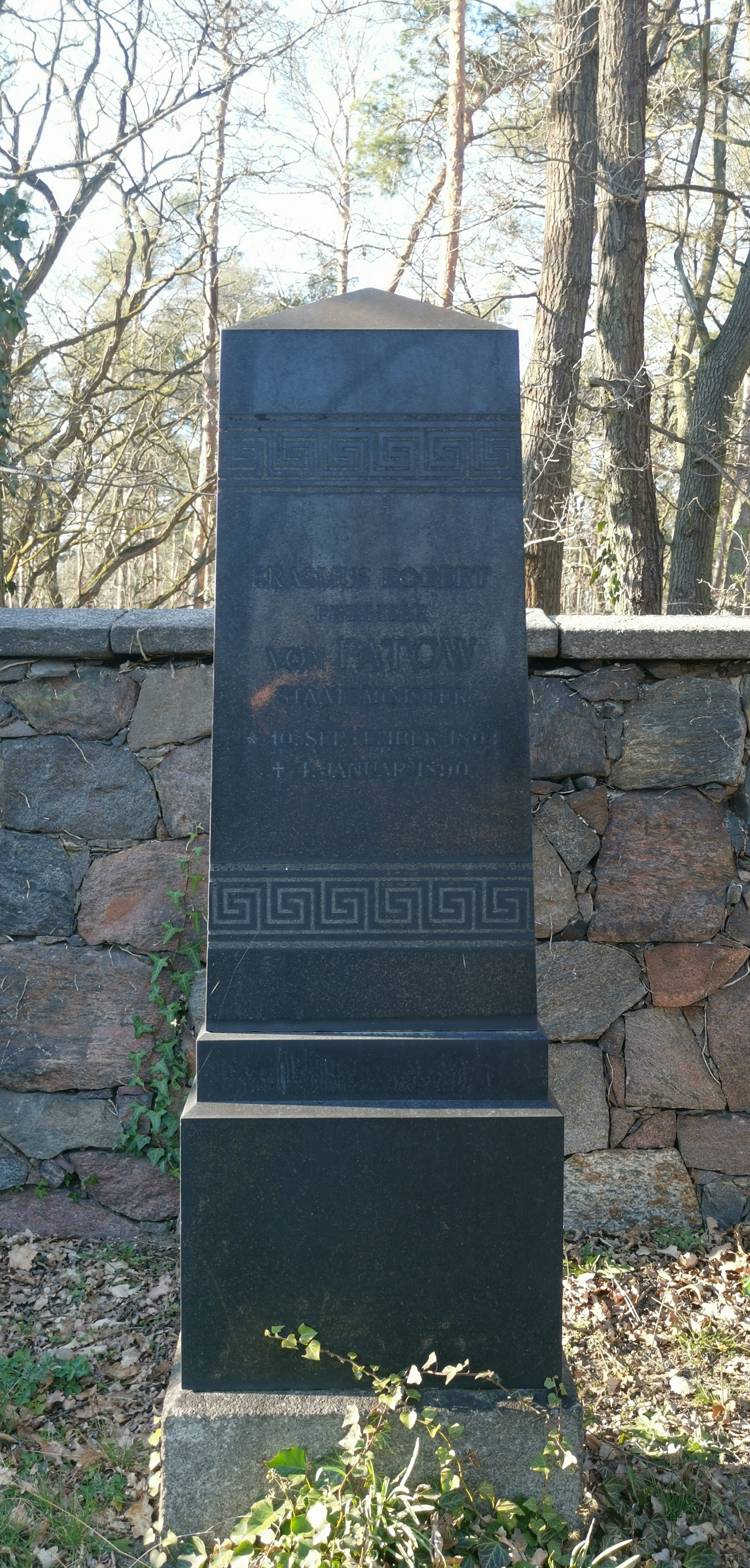
Grab von Robert von Patow in Groß Jehser (Foto 2022)

Erasmus Robert Freiherr von Patow (* 10. September 1804 in Mallenchen; † 5. Januar 1890 in Berlin) war ein preußischer Beamter und Politiker. Insbesondere während der Reaktionsära und der Neuen Ära in den 1850 und 1860er Jahren gehörte er zu den führenden altliberalen Politikern in Preußen.

## Herkunft
Seine Eltern waren Erasmus Gottfried Bernhard von Patow (1767–1842) und dessen Ehefrau Johanna Friederike, geborene von Thermo (1766–1847). Sein Vater war Erbherr auf Mallenchen, preußischer Kammerherr sowie kursächsischer Oberamtsregierungsrat des Markgrafschaft Niederlausitz. Zudem wurde er 1790 zum Reichsfreiherren ernannt. Der Landrat Bernhard von Patow war sein Bruder. Sein Bruder Hermann von Patow (1801–1884) war Mitglied des Preußischen Herrenhauses. Seine Schwester Karoline Friederike (1797–1871) heiratete den späteren preußischen Generalmajor Karl von Götz und Schwanenfließ. Sein Neffe Kurt (1836–1902) war mit Marie von Bodelschwingh (1842–1923), der Tochter des Ministers Carl von Bodelschwingh verheiratet.

## Zeit des Vormärz
Er selbst studierte nach dem Abitur Rechtswissenschaften in Berlin, Heidelberg und Leipzig. 1826 wurde er Auskultator beim Stadtgericht in Frankfurt an der Oder. In derselben Stadt wurde er 1827 Referendar am Oberlandesgericht. 1829 wechselte er ans Kammergericht in Berlin und war kurze Zeit später bei der Bezirksregierung in Potsdam tätig. Von Patow war zwischen 1830 und 1832 „Hilfsarbeiter“ (eine Art Assistent) im preußischen Innenministerium. Danach war er Regierungsassessor, zunächst wieder in Potsdam und dann im preußischen Finanzministerium. Dort war er an der Vorbereitung zur Gründung des deutschen Zollvereins beteiligt. In dieser Zeit promovierte von Patow auch zum Dr. jur.
1833 wurde Patow Mitglied im Provinziallandtag von Brandenburg und hatte bereits hier den Gutsbesitz auf Zinnitz inne. Drei Jahre später wurde er zum Regierungsrat und 1837 zum Geheimen Finanzrat sowie zum Vortragenden Rat im Ministerium des königlichen Hauses ernannt.
Patow trat in engen Kontakt zu David Hansemann. Ludolf Camphausen nannte ihn einen guten Vermittler. Dagegen standen ihm Konservative wie Leopold von Gerlach und Otto von Manteuffel – mit dem Patow in seiner Kindheit zeitweise zusammen erzogen worden war – ablehnend gegenüber. Dabei stand er im Vormärz den Konservativen deutlich näher als den Liberalen. Patow heiratete 1837 Amalie von Endell. Die Vermählung mit der Tochter eines Patriziers aus Hamburg hatte dabei nicht zuletzt auch finanzielle Hintergründe, da Patow so seine überschuldeten Güter sanieren konnte. Ab 1842 konnte er Schloss Zinnitz im spätklassizistischen Stil umgestalten.
Patow wurde 1840 zum Geheimen Finanzrat und zum Mitglied des Staatsrats ernannt. Ein Jahr später wurde er Vortragender Rat im königlichen Zivilkabinett. Im Jahr 1844 wurde Patow zum Wirklichen Geheimen Oberregierungsrat und Ministerialdirektor im Innenministerium befördert. Noch im selben Jahr wurde er kurzzeitig Regierungspräsident in Köln und Ehrenbürger der Stadt Lübben.
Außerhalb seiner amtlichen Tätigkeit betätigte sich Patow im Führungsgremium des Centralverein für das Wohl der arbeitenden Klassen.
Bereits 1845 wurde Patow zum Wirklichen Geheimen Legationsrat und zum Ministerialdirektor im Außenministerium ernannt. In dieser Funktion amtierte er 1846 als Präsident der Zollvereinkonferenz. Patow war zwar freihändlerisch eingestellt, war aber auch zu Kompromissen in Richtung Schutzzöllen bereit. 1847 regte er eine länderübergreifende deutsche Wechselordnung an und leitete die entsprechende Wechselkonferenz in Leipzig.
Kurzzeitig wurde Patow Nachfolger des Werner August von Meding als Kurator der Ritterakademie Brandenburg geführt, ohne Fortune. Denn dies muss als Übergangsvariante gedient haben oder beruhte schon zu Beginn auf Spannungen, denn er wurde nicht, fast fast durchweg konventionell war, zum Domherrn des Hochstifts bestimmt.

## Revolution 1848/49 und Erfurter Union
Im selben Jahr wurde Patow zum Mitglied des Vereinigten preußischen Landtags gewählt. Wie schon zuvor auf dem Provinziallandtag gehörte er auch hier zu den eher konservativen Mitgliedern. 1848 wandelte sich Patows politische Position deutlich hin zum Liberalismus. Durch königlichen Erlass vom 17. April 1848 an das Staatsministerium wurde das neue „Ministerium für Handel, Gewerbe und öffentliche Arbeiten“ errichtet und bestimmt, dass es „vorzugsweise auch den arbeitenden und gewerbetreibenden Klassen der städtischen wie der ländlichen Bevölkerung seine Fürsorge zu widmen“ hatte. „Die Leitung des neu gebildeten Ministeriums“ wurde vom König „einstweilen dem Wirklichen Geheimen Legationsrathe, Dr. von Patow,“ anvertraut, die er bis 25. Juni 1848 im Kabinett Camphausen-Hansemann innehatte. In dieser Zeit ließ er unter anderem Vorschläge für eine Agrarreform erarbeiten. Sein Entwurf lehnte sich dabei bewusst an die Reformzeit an und zielte unter anderem auf die Abschaffung der letzten Feudallasten ab. Die Vorlage ging den Bauern nicht weit genug und war nicht in der Lage, die Unruhen insbesondere in Schlesien zu dämpfen. Im Mai 1848 wurde der Dienstsitz Patows durch protestierende Arbeitslose gestürmt und er konnte sich nur mit Mühe gewaltsamen Übergriffen entziehen. Wenn auch stark verwässert ging die Agrarvorlage Patows in die Reform von 1850 ein. 1849 war Patow kommissarischer Oberpräsident der Provinz Brandenburg. Sein Rücktritt wird in Verbindung gesetzt mit der durch ihn bewirkten Schließung des Adelsinternats der Ritterakademie Brandenburg, respektive der sich daraus resultierenden Beschwerden vom betroffenen Personenkreis der preußischen Adels beim damaligen König während der Domweihe zu Brandenburg.
1850 gehörte Patow dem Erfurter Unionsparlament an. Dort spielte er eine wichtige Rolle als Befürworter der Unionspolitik Preußens. Nach den Ideen von Karl Mathy war er als Berichterstatter des Verfassungsausschusses am Entwurf der Unionsverfassung maßgeblich beteiligt.

## Oppositionspolitiker im Abgeordnetenhaus
Von 1849 bis 1863 und dann noch einmal von 1866 bis 1869 war Patow Mitglied der preußischen Zweiten Kammer beziehungsweise des Abgeordnetenhauses. Zunächst stand er 1849 auf Seiten der gemäßigten Konservativen und war zusammen mit Otto von Bismarck ein Gegner der Demokraten. Vor allem wegen seiner Kritik an der oktroyierten preußischen Verfassung ging er aber erneut ins Lager der liberalen Opposition über. Dieser Wandel führte zum Bruch mit Friedrich Wilhelm IV., der Patow öffentlich zur Rede stellte. Dieser trat daraufhin aus dem Staatsdienst aus und lebte danach als Gutsbesitzer in Zinnitz.
Seither blieb Patow dem liberalen Lager verbunden. 1850 kandidierte er für das Amt des Berliner Oberbürgermeisters, scheiterte jedoch an der Obstruktion der Regierung. Er war in der Reaktionsära einer der führenden Altliberalen im Parlament. Auch wenn er rhetorisch nicht sonderlich begabt war, übte er in den 1850er Jahren im Parlament scharfe Kritik an der Reaktionspolitik Manteuffels. 1852 bis 1855 war er Führer einer nach ihm benannten Fraktion von etwa 40 Mitgliedern. Diese vereinigte sich 1855 mit der Fraktion Georg von Vinckes. Aber auch nach deren Zusammenschluss schrumpfte ihre Bedeutung und umfasste nur noch 32 Mitglieder. 1856 erteilte ihm der König die Erlaubnis Mitglied der Adlichen Ganerbschaft Alt-Limburg zu werden. Am gleichen Tag vermeldet die Leipziger Zeitung die Wiedereinrichtung der Brandenburger Ritterakademie deren dauerhafte Bezuschussung Patow per Antrag als Abgeordneter nur wenige Monate später verhinderte wollte.

## Finanzminister
In der Neuen Ära war er zwischen 1858 und 1862 Finanzminister. Bei dieser Ernennung spielte der Einfluss von Otto Camphausen und Rudolf von Auerswald eine wichtige Rolle. Als Finanzminister folgte er einem weitgehend freihändlerischen Kurs. Allerdings stand er in Sachen der Heeresreform nur bedingt hinter den Vorstellungen von Wilhelm I. Als sich die Angelegenheit im preußischen Verfassungskonflikt zuspitzte, entschloss sich die Regierung 1860 zu einem ungewöhnlichen Vorgehen. Sie zog die ursprüngliche Vorlage zurück und bat stattdessen das Parlament um einen beträchtlichen Nachtragshaushalt in gleicher Höhe um den Heeresausbau zu finanzieren. Damit waren die strittigen Themen zunächst ausgeklammert. Von Patow versicherte den Abgeordneten, dass mit der Zustimmung kein Präjudiz für die gesamte Vorlage verbunden sein. Dies führte zur Beruhigung der Lage, löste aber gleichzeitig heftigen Protest bei den Konservativen aus, die dies als Niederlage empfanden. Von dieser Seite erneut geschürt, ging der Konflikt weiter und spitzte sich zu. 1862 wurden die liberalen Minister der Regierung, unter ihnen auch von Patow entlassen.

## Zeit als Zivilgouverneur und Oberpräsident
Nach dem Krieg von 1866 war er ab dem 11. August 1866 Zivilgouverneur für die von Preußen besetzten Gebiete Nassau, Oberhessen und Frankfurt am Main. Außerdem war er ab 1867 Mitglied im Reichstag des Norddeutschen Bundes und bis 1873 des deutschen Reichstages. Auch dort zählte er zu den Altliberalen.
Ab 1869 war Patow Vorsitzender der Statistischen Zentralkommission. Anlässlich eines Pairsschubes wurde er ab 1872 Mitglied des Preußischen Herrenhauses. Zwischen 1873 und 1881 war von Patow Oberpräsident der Provinz Sachsen und gleichzeitig Regierungspräsident in Magdeburg. Außerdem war er Mitglied des Provinziallandtages für die Provinz Sachsen und Landtagsmarschall und Kurator der Provinzial-Hilfskasse für den kommunalen Verband der Altmark zu Stendal. Auch ist 1880 ist sein Kuratorium für die Luisenstiftung als Höhere Töchterschule der Provinz Brandenburg nachgewiesen.

## Familie
Er heiratete im Jahr 1837 Amalie von Endell (1818–1846), eine Tochter des Rittergutsbesitzers auf Hohenlübbichow (Neumark), Weinhändler, Mitglied der Hauptverwaltung der Staatsschulden und kgl. preuß. Geheimen Kommerzienrat Ernst Gottlieb von Endell (* 1781; † 1856) und der Luise Amalie Schreer (* 1782; † 1864). Das Paar hatte zwei Töchter:
- Marie (13. August 1838; † 23. Juli 1839)
- Hedwig (14. Dezember 1842; † 3. April 1882) ⚭ Robert von Keudell (1824–1903), preußischer Diplomat und kaiserlicher Gesandter in Rom; Sohn Walter von Keudell-Hohenlübbichow, Minister

Nach dem Tod seiner ersten Frau heiratete er Ida von Günderrode (1817–1896), eine Tochter des Freiherren und Frankfurter Senators Friedrich Carl Hector Wilhelm von Günderrode (1786–1862) und der Freiin Charlotte Henriette von Closen-Haidenburg (* 1788). Der gemeinsame Sohn Robert (*/† 1855) verstarb wenige Tage nach seiner Geburt.

### Genealogie
- Gothaisches Genealogisches Taschenbuch der Freiherrlichen Häuser. Zugleich Adelsmatrikel der Deutschen Adelsgenossenschaft. Teil B (Briefadel). 91. Jahrgang. 1941. Justus Perthes, Gotha Herbst 1940, S. 326–328.
- Hans Friedrich von Ehrenkrook, Friedrich Wilhelm Euler, Jürgen von Flotow, Walter von Hueck: Genealogisches Handbuch der Freiherrlichen Häuser. B. 1957. (Briefadel nach 1400 nobilitiert), Band II, Band 16 der Gesamtreihe GHdA, Hrsg. Deutsches Adelsarchiv e. V., C. A. Starke, Glücksburg/Ostsee 1957, ISSN 0435-2408, S. 349–351.